# 85559 Villecroze
85559 Villecroze este un asteroid din centura principală de asteroizi.

## Descriere
85559 Villecroze este un asteroid din centura principală de asteroizi. A fost descoperit pe 8 ianuarie 1998 la Dominion Astrophysical Observatory de Banh, S.. Asteroidul prezintă o orbită caracterizată de o semiaxă mare de 2,66 ua, o excentricitate de 0,09 și o înclinație de 10,1° în raport cu ecliptica.